# La Vallée en danger
Production
Diffusion
La Vallée en danger est une série télévisée franco-belge réalisée par Elsa Bennett d'après un scénario de Michel Bussi et Christian Clères.
Cette fiction dramatique est une coproduction de Cinétévé, France Télévisions et Be-FILMS pour France 2, réalisée avec la participation du CNC,,,,,.

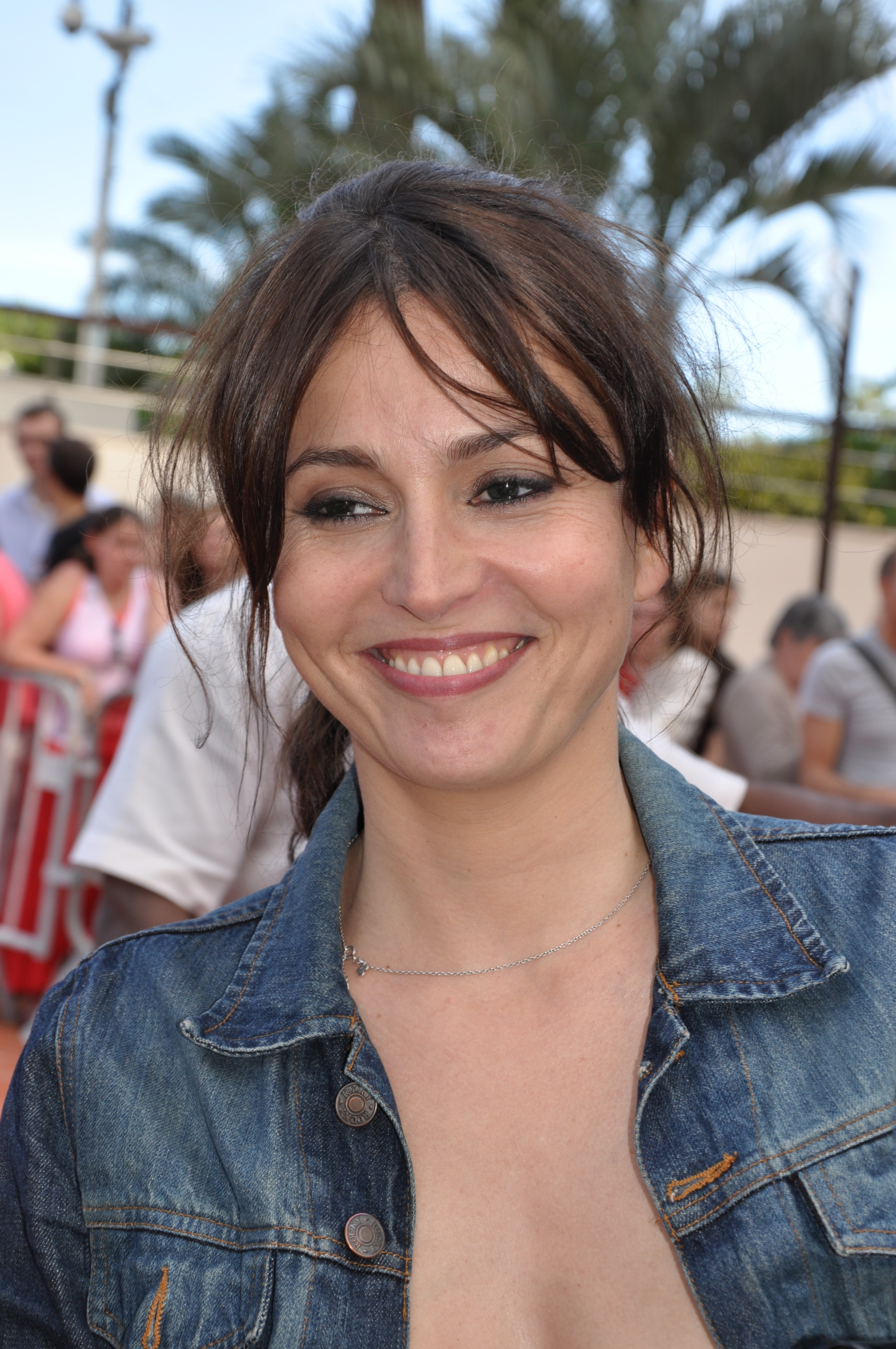
Anne Charrier.

## Distribution
- Anne Charrier : Floriane Bourdieu, maire du village de Salvérac
- Thierry Godard : Pierre Donjon
- Anna Cervinka : Jana Kaskia
- Nicolas Gob : Rodolphe Durand
- Théo Augier : Samuel Duval
- Philippe Résimont : Max Desailly
- John Robinson : Kay Lewis
- Jane Cara : Kelly O'Brian
- Laura Sepul : Prune Larcy
- Emma Lemoine : Camille Bourdieu
- Rosalie Mehringue : Léna Kaskia

## Production

### Genèse et développement
La série est créée et écrite par Michel Bussi et Christian Clères, et réalisée par Elsa Bennett,,,,,.
La production est assurée par Fabienne Servan-Schreiber et Jean-Pierre Fayer pour Cinétévé.

### Tournage
Le tournage de la série a lieu du 14 octobre 2024 au 23 janvier 2025 dans la Drôme et en Ardèche, dans la région Auvergne-Rhône-Alpes, ainsi qu'en région parisienne,,,,,,.
Des scènes sont tournées, entre autres, au pont du Diable de Thueyts.

### Fiche technique
Sauf indication contraire, les informations mentionnées dans cette section peuvent être confirmées par les bases de données cinématographiques  présentes dans la section « Liens externes ».
- Titre français : La Vallée en danger
- Genre : Drame[10]
- Production : Fabienne Servan-Schreiber et Jean-Pierre Fayer[6]
- Sociétés de production : Cinétévé, France Télévisions et Be-FILMS[1],[5],[6]
- Société de diffusion : France Télévisions[5]
- Réalisation : Elsa Bennett[1],[2],[4],[5],[6],[8],[9],[10]
- Scénario : Michel Bussi et Christian Clères[2],[5],[6],[7],[8],[9]
- Pays de production :  France /  Belgique[1]
- Langue originale : français
- Format : couleur
- Nombre de saisons : 1
- Nombre d'épisodes[2],[4] : 6
- Durée : 52 minutes[2],[4]
- Dates de première diffusion en télévision :